# Канва (династия)
Канва — династия, правившая царством Магадха в Восточной Индии после падения династии Шунга. Период правления династии Канва пришёлся на 75 — 26 годы до н. э.

## История
Первым правителем династии был царь Васудева, свергший с престола последнего правителя Шунгов в 75 году до н. э. Канвы, однако, позволили Шунгам править в отдалённых уголках своих бывших владений. За почти полвека правления, на престоле сменилось четыре царя Канвов. Конец периоду правления Канвов положили пришедшие с юга Сатаваханы.

## Правители
- Васудева (75 — 66 гг до н. э.)
- Бхумимитра (66 — 52  гг до н. э.)
- Нараяна (52 — 40  гг до н. э.)
- Сусарман (40 — 26  гг до н. э.)